# Trolejbusy w Briańsku
Trolejbusy w Briańsku − system komunikacji trolejbusowej działający w rosyjskim mieście Briańsk.

## Historia
Pierwsze prace budowlane między innymi przy budowanej zajezdni trolejbusowej na 50 trolejbusów ruszyły w 1957. Trolejbusy w Briańsku otwarto 5 grudnia 1960 na linii nr 1 Троллейбусное депо (Zajezdnia trolejbusowa) − железнодорожный вокзал Брянск-I (dworzec kolejowy Briańsk I). W 1962 uruchomiono drugą linię na trasie Мясокомбинат – железнодорожный вокзал Брянск-I. W lutym 1972 oddano do eksploatacji zajezdnię trolejbusową nr 2. Mogącą obsługiwać do 100 trolejbusów. Kilka lat później w 1977 rozpoczęto modernizację zajezdni nr 1 połączoną z jej rozbudową do pojemności 100 trolejbusów. 8 lutego 2011 linię 13к zastąpiono mikrobusami.

## Linie
Obecnie w mieście funkcjonuje:
- 10 linii kursujących codziennie (1, 2, 3, 4, 6, 9, 10, 11, 12, 13)
- 1 kursujące codziennie w określonych godzinach (8) do 8 lutego 2011 także 13к
- 2 kursujących w dni powszednie w określonych godzinach (14, 14c)
- 3 dodatkowych (4e, 10k, 12k)

## Tabor
W dniu otwarcia trolejbusów w mieście było 5 trolejbusów typu МТБ-82Д (MTB-82D). Do 1981 liczba trolejbusów wzrosła do 185. W 2007 dostarczono pierwszy trolejbus niskopodłogowy typu TrolZa-5265 Megapolis. W Briańsku eksploatowanych jest 165 trolejbusów w tym:
- ZiU-9 (11 odmian)135 sztuk
- BTZ-5276-04 8 sztuk
- BTZ-52761R 7 sztuk
- BTZ-52761T 6 sztuk
- VZTM-5290.02 3 sztuk
- VMZ-5298.00 (VMZ-375)	3 sztuki
- TrolZa-5265 Megapolis 2 sztuki
- AKSM-101 1 sztuka